# Le Masque de la Méduse
Le Masque de la Méduse è un film del 2009 diretto da Jean Rollin.
La pellicola, di genere fantastico/horror, si ispira in chiave attualizzata alla leggenda relativa a Medusa ed alle Gorgoni, prendendo spunto anche dal lungometraggio del 1964 Lo sguardo che uccide, diretto da Terence Fisher. Si tratta dell'ultima pellicola realizzata dal cineasta francese, deceduto nel 2010.